# Athanor (revue)
 (janvier 2024).
Si vous disposez d'ouvrages ou d'articles de référence ou si vous connaissez des sites web de qualité traitant du thème abordé ici, merci de compléter l'article en donnant les références utiles à sa vérifiabilité et en les liant à la section « Notes et références ».
Pour les articles homonymes, voir Athanor.
Athanor (Athanor: Rivista d'Arte, Letteratura, Semiotica, Filosofia) est une revue italienne de philosophie du langage, histoire et politique internationale publiée une ou deux fois par an par l'Université de Bari[réf. nécessaire] (Italie) depuis 1990,. Son numéro 25, La comunicazione come scambio, produzione e consumo, est paru en 2022.